# 霊媒
霊媒（れいばい、medium または spirit medium）とは、超自然的存在（霊的存在）と人間を直接に媒介することが可能な人物のことである。
日本では口寄せという名でも知られている。また霊能者（れいのうしゃ）、霊媒師（れいばいし）などとも呼ばれる。

## 概要
霊媒には、その能力をあくまで私的にだけ用いる人と、その能力で宗教的役割などを果たす人とがいる。
霊媒は意図的に自らを通常とは異なった意識状態に置く。この状態は「トランス状態」（や「変性意識状態」）と呼ばれている。その間に超自然的存在が当人の身体に入り込み、人格が超自然的な状態（霊格）に変化する、と考えられている。トランスに入る時の入りかたとしては、素質的に、いわば自然発生的に起きる例もあるが、修行として人工的にその状態を促進させる場合が多い。断食や籠り（不眠）などで、意識下（無意識）の活動を活発化させるための準備が行われ、暗示による人格変換が起きる。このトランス状態になると、自動言語（舌語り。自分の口が自分の意思とは関係なしに動く）や自動書記といった超常的な能力が働くようになる。
霊媒の言葉は「われは〜の神である」とか「われは〜の霊である」といったように一人称的な形式をとる。
霊媒に憑依する存在は、神仏にはじまり、祖霊、死霊、動物霊まで、多岐にわたる。
霊媒の行う自動筆記は、霊や魂などから受け取った超自然的なメッセージを、意識によるコントロールや抑制なしで、書き取ったと言われている。
文化人類学においては、霊媒を「シャーマン」という言葉で理解し、その一類型だと考えだとする。

## 超心理学
超心理学においては、死者と交信できる心霊的能力を持つと考えられる人物のことをmedium霊媒と呼んでいる
。

死者とテレパシーのように交信をする人を「mental medium 心理的霊媒」と呼び、物体浮揚など物理的な現象を引き起こす人を「physical medium 物理的霊媒」と呼んでいる。物理的霊媒に関して説明すると、かつて欧米では暗闇の部屋でしか交霊会を開かずそこで物理的不可思議な現象を呈示していた者が多数いたわけなのだが、そういう人物を調査してみたところ詐術だと発覚した事例も多い、が、信憑性は明らかでない人物も多い。
生死について、「肉体の死後も何らかの意識的存在が残っているのだ、それは死後も生存しているのだ」とする考え方（＝サバイバル仮説）と、その対立仮説として「肉体の死後にそれは生き残っていないのだ」とする考え方（＝ノン・サバイバル仮説）があるが、超心理学では超ESP仮説（心霊的に得たとされる情報も、ESPを用いれば実在する人や物から情報を読み取ることができる、そういう考え方で説明しうる、とする仮説）が提示されており、厳密な実験によって霊媒によって通常の能力では得られるはずのない、死者に関する正確な情報が得られた場合でも、それを死後生存によるものと解釈することは可能だとしても、死後生存の証拠だと断定することはできない、という理屈になってしまっているので、死後生存の証明は実際上かなり困難だ、と考えられている。
超心理学的研究によって、「霊媒」と呼ばれていない一般人でも、何らかのpsi的な能力というのは多少なりともある、と理解されるようになってからは、超心理学では霊媒という語は、それ以前のような意味に限定されるものではなくなってきた。

## 霊媒の歴史
霊媒は古代から現代まで、洋の東西を問わず存在してきた。
日本の東北地方のイタコやオカミサマ、あるいは南西諸島のユタ、カンカカリヤー、また行者、祈祷師、あるいは現代の新宗教の教祖などでも霊媒に分類可能な人物は多い。これは上で述べたような、能力を宗教的役割などに用いている人、ということになる。
聖書の中でも『サムエル記　上』28で、サウルが口寄せの女を捜し出すよう求めた。
古代イスラエルでは、一般的に言えば口寄せ、霊媒は神に忌み嫌われるものとして禁じられていた（イザヤ書　8:19-20）。そして心霊術への嫌悪感はキリスト教へと引き継がれることになり、そうしてキリスト教では人に憑く霊は専ら悪魔や悪霊だと見なされてきた。

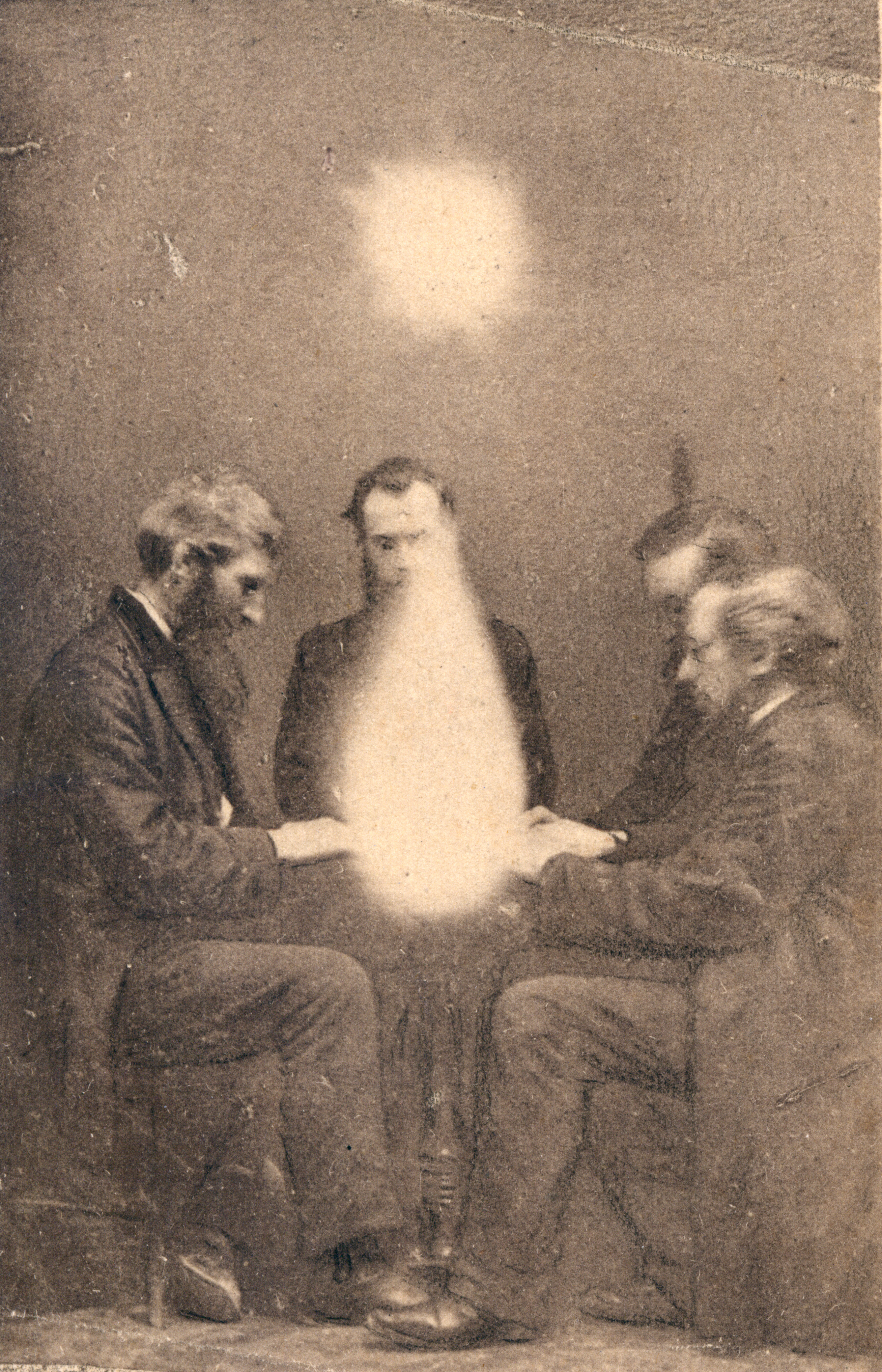
John Beattieが主催したSéance。イギリス、ブリストル、1872年

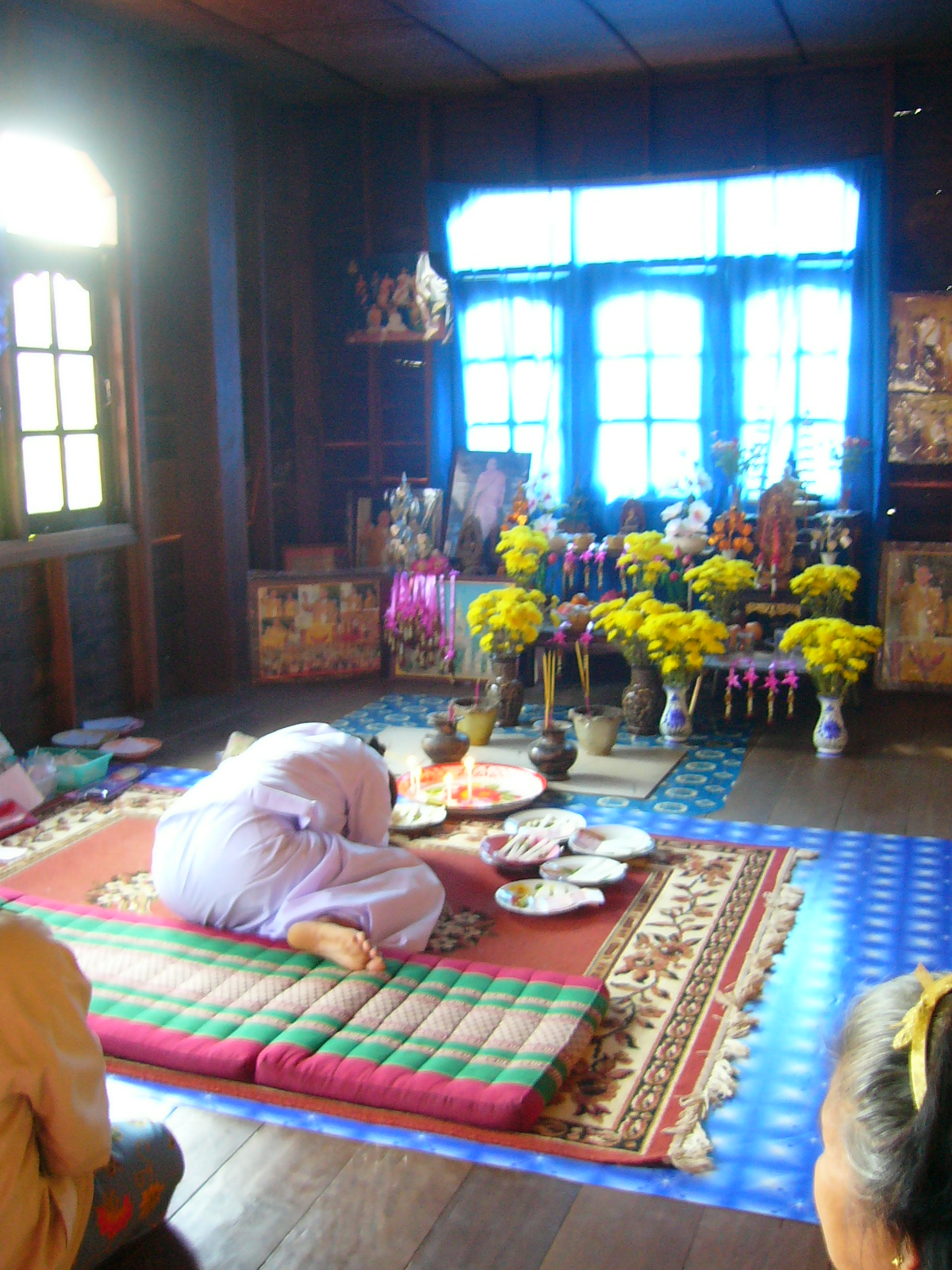
現代のタイの霊媒。2007年

西欧のキリスト教圏において、霊界とのやりとりが表だって蘇ってきたのは、1848年にニューヨークのフォックス姉妹が、彼女らが暮らす家で以前殺害された人の霊と叩音（rapping）によって交信するという事件以降のことである。この家には大勢の人々が訪れ、超自然的な存在の働きを確信したという。この姉妹は霊的能力が認められて、例えば今は亡き親類の霊を呼び出してくれ、といったような依頼に応じることになり、トランス状態に入って霊と交信した。これをきっかけとして人々は心霊実験を熱心に行うようになり、欧米のヴィクトリア朝の各家庭では、table-turning（テーブル・ターニング。コックリさんのようなもの）がきわめてポピュラーに行われるようになり、やがて物体が浮揚するのを見せる者も出てきて、既存宗教の枠組みには入りきらない、超自然的な存在への好奇心が人々の心をとらえるようになったのであり、こうした物理的心霊現象に対する科学的探究心が超心理学へとつながっていくことになった。
超心理学的な枠組みでの研究は1920年以降になってからさかんに行われるようになったわけであるが、超心理学では通常「霊媒」と言うと、19世紀中ごろに米国で興った近代スピリチュアリズム運動以降の能力者のことを指している。
霊媒の能力に接する会をséanceとかsittingと言い、日本語では交霊会と言う（降霊会という字を当てることもある）。
交霊会における人々の、霊界と交信したいという気持ちはきわめてまじめで真剣なものだった。大切な子を失ったり、最愛の妻や夫を亡くした人などが、そうした死者とコミュニケーションをとろうとしたのである。やがて二度にもわたって世界大戦が起き、非常に多数の人が亡くなるという悲惨なことが起きると、人々はふたたび熱心に交霊会を行うようになった。というのは、これらの大戦では大切な家族の臨終に立ち会うこともできないまま死別し、辛い思いを味わった人があまりにも多かったのである。
キリスト教の伝統が根強い欧米においては、超自然的な霊界との通信というのは、spirit healing（心霊治療）の現代版とも言えるNew Thoughtニュー・ソートやメンタル・サイエンスへとつながり、唯物論的な世界観に対する不満を表明している。
かつての心理的霊媒の著名人物としては、レオノーラ・パイパー、アイリーン・ギャレットなどがいる。パイパーについては心理学者のウィリアム・ジェームズが、またギャレットについては生理学者のカレルなどが実験的研究を行った。
現代において著名な霊媒としては、エスター・ヒックス（Esther Hicks）、シルヴィア・ブラウン（Sylvia Brown）、ジョン・エドワード（John Edward）、ジェイムズ・ヴァン・プラーグ（James Van Praagh）といった名前が挙げられる。